# Romantic Warrior
Romantic Warrior – szósty album studyjny amerykańskiej grupy jazzfusionowej Return to Forever, wydany w 1976 roku przez Columbia Records. To trzecia i ostatnia płyta studyjna zespołu nagrana z Alem Di Meolą w składzie.

## Lista utworów
Opracowano na podstawie materiału źródłowego.
Wydanie LP:
Strona A
| Nr | Tytuł utworu           | Muzyka      | Długość |
| -- | ---------------------- | ----------- | ------- |
| 1. | „Medieval Overture”    | Chick Corea | 5:14    |
| 2. | „Sorceress”            | Lenny White | 7:34    |
| 3. | „The Romantic Warrior” | Chick Corea | 10:52   |
|    |                        |             | 23:40   |

Strona B
| Nr | Tytuł utworu                                           | Muzyka         | Długość |
| -- | ------------------------------------------------------ | -------------- | ------- |
| 1. | „Majestic Dance”                                       | Al Di Meola    | 5:01    |
| 2. | „The Magician”                                         | Stanley Clarke | 5:29    |
| 3. | „Duel of the Jester and the Tyrant (Part I & Part II)” | Chick Corea    | 11:26   |
|    |                                                        |                | 21:56   |

## Twórcy
Opracowano na podstawie materiału źródłowego.
Muzycy:
- Chick Corea – fortepian, Fender Rhodes, minimoog, polymoog, organy, inne instrumenty klawiszowe, marimba, instrumenty perkusyjne
- Stanley Clarke – gitara basowa, kontrabas, instrumenty perkusyjne
- Al Di Meola – gitary, dzwonek ręczny
- Lenny White – perkusja, instrumenty perkusyjne

Produkcja:
- Chick Corea – produkcja muzyczna
- Dennis MacKay – inżynieria dźwięku
- Wilson McLean – obraz na okładce